# Eukoenenia
Eukoenenia är ett släkte av spindeldjur. Eukoenenia ingår i familjen Eukoeneniidae.

## Dottertaxa tillEukoenenia, i alfabetisk ordning[1]
- Eukoenenia angolensis
- Eukoenenia angusta
- Eukoenenia ankaratrensis
- Eukoenenia antanosa
- Eukoenenia austriaca
- Eukoenenia bara
- Eukoenenia berlesei
- Eukoenenia bonadonai
- Eukoenenia bouilloni
- Eukoenenia brignolii
- Eukoenenia brolemanni
- Eukoenenia chartoni
- Eukoenenia christiani
- Eukoenenia condei
- Eukoenenia corozalensis
- Eukoenenia deceptrix
- Eukoenenia deleta
- Eukoenenia delphini
- Eukoenenia depilata
- Eukoenenia draco
- Eukoenenia florenciae
- Eukoenenia fossati
- Eukoenenia gadorensis
- Eukoenenia gasparoi
- Eukoenenia grafittii
- Eukoenenia grassii
- Eukoenenia hanseni
- Eukoenenia hesperia
- Eukoenenia hispanica
- Eukoenenia improvisa
- Eukoenenia janetscheki
- Eukoenenia juberthiei
- Eukoenenia kenyana
- Eukoenenia lauteli
- Eukoenenia lawrencei
- Eukoenenia lienhardi
- Eukoenenia lyrifer
- Eukoenenia machadoi
- Eukoenenia madeirae
- Eukoenenia margaretae
- Eukoenenia maroccana
- Eukoenenia maros
- Eukoenenia meridiana
- Eukoenenia mirabilis
- Eukoenenia naxos
- Eukoenenia necessaria
- Eukoenenia orghidani
- Eukoenenia patrizii
- Eukoenenia pauli
- Eukoenenia paulinae
- Eukoenenia pretneri
- Eukoenenia pyrenaella
- Eukoenenia pyrenaica
- Eukoenenia remyi
- Eukoenenia roquetti
- Eukoenenia sakalava
- Eukoenenia siamensis
- Eukoenenia singhi
- Eukoenenia spelaea
- Eukoenenia strinatii
- Eukoenenia subangusta
- Eukoenenia thais
- Eukoenenia trehai